# Жажар
Жажар (словен. Žažar) — поселення в общині Хорюл, Осреднєсловенський регіон, Словенія. Висота над рівнем моря: 445,2 м.